# Grandes éxitos (álbum de Shakira)
Grandes éxitos es el título del segundo álbum recopilatorio grabado y realizado por la cantautora colombiana Shakira. Fue lanzado al mercado bajo los sellos discográficos Sony Discos y Epic Records el 5 de noviembre de 2002, un año después de su tercer álbum de estudio y debut en inglés, Servicio de lavandería. Está compuesto por grabaciones en español de su tercer, cuarto y quinto álbum de estudio Pies descalzos (1995), ¿Dónde están los ladrones? (1998) y Servicio de lavandería (2001), junto con el álbum en directo MTV Unplugged (2000). El álbum sólo contenía temas en español y no incluía nuevas grabaciones. Tampoco incluía canciones de sus dos álbumes no oficiales, Magia y Peligro.
Tras su lanzamiento, Grandes éxitos obtuvo un éxito comercial moderado, y la Recording Industry Association of America (RIAA) le concedió el doble disco de platino (según los estándares de las grabaciones latinas) por la venta de 200.000 copias.

## Lista de canciones

### Edición estándar
La edición estándar del Disco 1 del álbum recopilatorio Grandes éxitos de Shakira reúne algunos de los temas más emblemáticos de su carrera durante sus primeros años de éxito internacional. Con una duración total de 52 minutos y 38 segundos, esta compilación ofrece un recorrido por sus producciones más destacadas, desde Pies descalzos hasta Servicio de lavandería y su presentación en MTV Unplugged.
El álbum se abre con Estoy aquí, una de las canciones más representativas de Pies descalzos, coescrita por Shakira y Luis Fernando Ochoa, al igual que otras piezas claves como Que me quedes tú del álbum Servicio de lavandería, y Si te vas y No creo del álbum ¿Dónde están los ladrones?. En esta última también aparecen los temas Ciega, sordomuda, Inevitable, Ojos así y Moscas en la casa, reflejando la madurez lírica y musical que consolidó a Shakira como una de las artistas latinas más importantes de su generación.
Canciones como Antología, Un poco de amor y ¿Dónde estás corazón? también remiten a sus inicios en Pies descalzos, mostrando una mezcla de romanticismo, nostalgia y fuerza interpretativa.
El disco incluye además varias versiones extraídas de su concierto acústico MTV Unplugged, como No creo, Tú y ¿Dónde están los ladrones?, ofreciendo una visión más cruda y emocional de estas composiciones.
Finalmente, destacan los éxitos internacionales como Suerte (Whenever, Wherever) y Te aviso, te anuncio (tango), ambos del álbum Servicio de lavandería, que marcaron su transición al mercado angloparlante sin perder su esencia latina.
| Grandes éxitos, Disco 1 CD |                                              |                              |                            |          |  |
| N.º                        | Título                                       | Escritor(es)                 | Álbum original             | Duración |  |
| 1.                         | «Estoy aquí»                                 | Shakira, Luis Fernando Ochoa | Pies descalzos             | 3:53     |  |
| 2.                         | «Antología»                                  | Shakira                      | Pies descalzos             | 4:11     |  |
| 3.                         | «Un poco de amor»                            | Shakira                      | Pies descalzos             | 4:00     |  |
| 4.                         | «¿Dónde estás corazón?»                      | Shakira                      | Pies descalzos             | 3:53     |  |
| 5.                         | «Que me quedes tú»                           | Shakira, Ochoa               | Servicio de lavandería     | 4:49     |  |
| 6.                         | «Ciega, sordomuda»                           | Shakira                      | ¿Dónde están los ladrones? | 4:30     |  |
| 7.                         | «Si te vas»                                  | Shakira, Ochoa               | ¿Dónde están los ladrones? | 3:32     |  |
| 8.                         | «No creo» (MTV Unplugged)                    | Shakira, Ochoa               | MTV Unplugged              | 4:14     |  |
| 9.                         | «Inevitable»                                 | Shakira                      | ¿Dónde están los ladrones? | 3:15     |  |
| 10.                        | «Ojos así»                                   | Shakira, Garza, Flórez       | ¿Dónde están los ladrones? | 3:59     |  |
| 11.                        | «Suerte (Whenever, Wherever)»                | Shakira, Tim Mitchell        | Servicio de lavandería     | 3:16     |  |
| 12.                        | «Te aviso, te anuncio (tango)»               | Shakira                      | Servicio de lavandería     | 3:46     |  |
| 13.                        | «Tú» (MTV Unplugged)                         | Shakira                      | MTV Unplugged              | 4:52     |  |
| 14.                        | «¿Dónde están los ladrones?» (MTV Unplugged) | Shakira, Ochoa               | MTV Unplugged              | 3:29     |  |
| 15.                        | «Moscas en la casa»                          | Shakira                      | ¿Dónde están los ladrones? | 3:31     |  |
| 52:38                      |                                              |                              |                            |          |  |

### Edición de 2005
La edición de 2005 del álbum Grandes éxitos incluye un disco adicional titulado Bonus videos, el cual recopila una selección de videoclips musicales y presentaciones en vivo de Shakira. Esta edición no presenta una duración total especificada y no detalla créditos de composición.
El contenido audiovisual incluye tanto grabaciones de estudio como interpretaciones en vivo. Entre los videoclips musicales se encuentran canciones como "Ojos Así", "Te Dejo Madrid", "Suerte", "Te Aviso, Te Anuncio (Tango)", y "Whenever, Wherever", este último presentado también en una versión en vivo.
Asimismo, el disco incorpora otras interpretaciones en directo de temas como "Underneath Your Clothes", "No Creo" y "Dónde Están los Ladrones?", lo que permite apreciar diferentes matices de las actuaciones escénicas de la artista durante esta etapa de su carrera.
Este conjunto de videos ofrece una visión complementaria del repertorio de Shakira en sus primeros años de reconocimiento internacional, enfocándose en su presencia visual y escénica, además de sus producciones de estudio.
| Grandes éxitos, Bonus videos |                                              |          |  |
| N.º                          | Título                                       | Duración |  |
| 1.                           | «Ojos Así» (Music video)                     |          |  |
| 2.                           | «Underneath Your Clothes» (Live video)       |          |  |
| 3.                           | «Whenever, Wherever» (Live video)            |          |  |
| 4.                           | «No Creo» (Live video)                       |          |  |
| 5.                           | «Underneath Your Clothes» (Music video)      |          |  |
| 6.                           | «Te Dejo Madrid» (Music video)               |          |  |
| 7.                           | «Suerte» (Music video)                       |          |  |
| 8.                           | «Whenever, Wherever» (Music video)           |          |  |
| 9.                           | «Te Aviso, Te Anuncio (Tango)» (Music video) |          |  |
| 10.                          | «Dónde Están los Ladrones?» (Live video)     |          |  |

El Disco 2 VCD incluido en una de las ediciones del álbum Grandes Éxitos de Shakira presenta una recopilación audiovisual compuesta por videoclips oficiales, interpretaciones en vivo y material proveniente de sesiones especiales como MTV Unplugged. Aunque no se especifica la duración total, este disco en formato VCD ofrece una muestra representativa del repertorio visual de la artista durante su etapa de consolidación internacional.
Entre los contenidos más destacados se encuentra Ojos Así, presentada en una combinación de videoclip, actuación en vivo y versión acústica de MTV Unplugged, lo que permite apreciar diferentes enfoques de una misma canción. Otros temas como Underneath Your Clothes, Te Dejo Madrid, Suerte (la versión en español de Whenever, Wherever) y Te Aviso, Te Anuncio (Tango) también están incluidos, algunos de ellos con múltiples versiones.
El video de Whenever, Wherever aparece en varias variantes, incluyendo una versión en vivo y una edición de radio en directo. Asimismo, se incorpora la interpretación de "No Creo" desde MTV Unplugged, y una pieza final titulada ¿Dónde están los ladrones?, presentada como una mezcla de videoclips.
Este disco complementa el contenido musical del álbum con una dimensión visual que documenta las distintas fases estilísticas y escénicas de Shakira durante este período de su carrera. El VCD incluido en la reedición contiene un documental con canciones en vivo y pruebas de videos (todos están dentro y entre el documental).
| Grandes Éxitos, Disco 2 VCD* |                                            |          |  |
| N.º                          | Título                                     | Duración |  |
| 1.                           | «Ojos Así» (Videoclip/Live/MTV Unplugged)  |          |  |
| 2.                           | «Underneath Your Clothes» (Videoclip/Live) |          |  |
| 3.                           | «Whenever, Wherever» (Live Radio Edit)     |          |  |
| 4.                           | «No Creo» (MTV Unplugged)                  |          |  |
| 5.                           | «Underneath Your Clothes»                  |          |  |
| 6.                           | «Te Dejo Madrid»                           |          |  |
| 7.                           | «Suerte (Whenever, Wherever)»              |          |  |
| 8.                           | «Whenever, Wherever»                       |          |  |
| 9.                           | «Te Aviso, Te Anuncio (Tango)»             |          |  |
| 10.                          | «¿Dónde están los ladrones?»               |          |  |

## Charts
El álbum Grandes éxitos de Shakira logró un desempeño comercial significativo en distintos países tras su lanzamiento. En Argentina, alcanzó el puesto número 8 en la lista oficial de la Cámara Argentina de Productores de Fonogramas y Videogramas (CAPIF). En Finlandia, el disco se posicionó en el lugar 18, mientras que en Portugal llegó al puesto 14. En España, alcanzó el lugar 36 en las listas de ventas, y en Suecia se ubicó en el puesto 22. En Suiza, ocupó el puesto 49.
En los Estados Unidos, Grandes éxitos ingresó al puesto 80 del Billboard 200, pero su rendimiento fue especialmente destacado dentro de las listas latinas. Alcanzó el número 1 tanto en la lista Billboard Latin Pop Albums como en la Billboard Top Latin Albums, consolidando la popularidad de Shakira entre el público hispanohablante en el mercado estadounidense.
Años más tarde, en 2020, el álbum volvió a figurar en las listas de ventas. Ese año, alcanzó el puesto número 15 en la lista Latin Pop Albums de Billboard, demostrando una perdurable vigencia en el catálogo latino.
| Chart                                          | Peak position |
| ---------------------------------------------- | ------------- |
| Argentina (CAPIF)                              | 8             |
| Finlandia                                      | 18            |
| Portugal                                       | 14            |
| España                                         | 36            |
| Suecia                                         | 22            |
| Suiza                                          | 49            |
| Estados Unidos U.S. Billboard 200              | 80            |
| Estados Unidos U.S. Billboard Latin Pop Albums | 1             |
| Estados Unidos U.S. Billboard Top Latin Albums | 1             |

| Chart (2020)                       | Peak position |
| ---------------------------------- | ------------- |
| Estados Unidos US Latin Pop Albums | 15            |

### Year-end charts
Durante el año 2003, Grandes éxitos se posicionó como uno de los álbumes latinos más exitosos en Estados Unidos. Ocupó el tercer lugar en la lista de fin de año Billboard Top Latin Albums, y también fue tercero en la lista Latin Pop Albums, reflejando un rendimiento sostenido a lo largo del año.
| Chart (2003)                                   | Position |
| ---------------------------------------------- | -------- |
| Estados Unidos US Top Latin Albums (Billboard) | 3        |
| Estados Unidos US Latin Pop Albums (Billboard) | 3        |

### Sucesión y posicionamiento
| Predecesor: La reina del sur de Los Tigres del Norte | U.S. Billboard Top Latin Albums — Álbum N°. 1 23 de noviembre de 2002 - 29 de noviembre de 2002 | Sucesor: La reina del sur de Los Tigres del Norte |

| Predecesor: Hijas del tomate de Las Ketchup | U.S. Billboard Latin Pop Albums — Álbum N°. 1 (Primera vuelta) 23 de noviembre de 2002 - 29 de noviembre de 2002 | Sucesor: Hijas del tomate de Las Ketchup                      |
| Predecesor: Hijas del tomate de Las Ketchup | U.S. Billboard Latin Pop Albums — Álbum N°. 1 (Segunda vuelta) 1 de febrero de 2003 - 14 de febrero de 2003      | Sucesor: Mambo sinuendo de Manuel Galbán featuring. Ry Cooder |

## Créditos y personal

### Personal
- Shakira - Productor, vocales.
- Emilio Estefan Jr - Productor ejecutivo.
- Tim Mitchell - Productor.
- Luis Fernando Ochoa - Productor y escritor.
- Lester Méndez - Productor.
- Pablo Flórez - Productor y escritor.
- Javier Garza - Productor.
- Ted Jensen - Masterización.
- Leila Cobo - Notas de línea.
- Omar Cruz - Fotografía.
- Ignacio Gurruchaga - Fotografía.
- Ian Cuttler - Diseño de carátula.
- Troy Mc Clure - Asistente personal.

## Certificaciones
| País/Continente | Proveedor | Certificación      | Ventas Certificadas | Ref    |
| --------------- | --------- | ------------------ | ------------------- | ------ |
| Argentina       | CAPIF     | Platino            | 40 000              |        |
| México          | AMPROFON  | Platino + Oro      | 225 000             | [ 10 ] |
| Estados Unidos  | RIAA      | 2x Platino (latin) | 200 000             | [ 11 ] |

## Historial de Lanzamiento
| Región | Fecha                  | Formatos             | Discográfica       | Catalogo |
| ------ | ---------------------- | -------------------- | ------------------ | -------- |
| Mundo  | 5 de noviembre de 2002 | CD, descarga digital | Sony International | 5098749  |